# Скит Кавсокаливија
Скит Кавсокаливија или свете Тројице (грч. Σκήτη των Καυσοκαλυβίων, Σκήτη Αγίας Τριάδος) је православни идиоритмијски светогорски скит који је име добио по пустињаку Максиму који је живео у 16. веку. У овом егзотичном скиту данас живи тридесетак монаха који се баве иконографијом, дрводељством и осталим рукотворинама.  
Окружени миром и тишином, окупани свелошћу сунца, монаси овог скита и путници намерници у њему доживљавају визију сусрета са Богом и свецима.

## Положај
Налази се на југоисточној страни Атоса, на надморској висини од 120 м, и веома импресивно делује када му се прилази са мора. Сувоземним путем удаљен је три сата хода од манастира Велика Лавра Пут за овај скит било би немогуће пронаћи у шуми да нема трака дречавих боја које су као путоказе поставили монаси.
Женама је забрањено да посећују скит. Овамо долазе ходочасници или путници намерници који жуде за разговором о духовном животу с подвижницима, за које је уживање у овоземаљском животу страно. А када коначно стигну до пустињакове келије, треба дуго да стоје пред вратима док их неки од монаха не отвори (иако ови пустињаци радо примају госте, са посебном радошћу), због њиховог гесла да се само упорнима отварају врата. А када приме госте, они се према њима односе тако да их угошћују најлепше што могу.

## Историја
Скит Кавсокаливија (што у преводу са грчког значи спаљене колибе), основао је пустињак Максим који је обитавао на овом делу Свете горе, живео у неколико колиба које је селећи се са места на место, палио за собом. Наиме, он је палио скромну колибицу у којој је живео чим би му се приближили други монаси жељни да уз њега стекну пустињачку славу. По њему се не само овај скит већ и цела сурова област Светогорске пустиње назива се Кавсокаливија.
Садашња главна црква посвећена је светој Тројици и потиче из 1765. године. Нешто касније је и живописана. Звоник, који доминира овим простором подигнут је после 1900. године, заправо, после смрти патријарха Јоакима III који је од 1878. до 1912. године живео у свом скиту. Он је пред смрт дао новац да се изгради звоник.
У скиту је некада било и руских монаха, на шта угазују два сачувана параклиса посвећена светом Георгију и светом Јовану Крститељу.